# باتريك برنارد ديلاني
باتريك برنارد ديلاني (بالإنجليزية: Patrick Bernard Delany)‏ هو مخترِع أمريكي، (و. 1845 – 1924 م).